# Nemoura arctica
Nemoura arctica är en bäcksländeart som beskrevs av Peter Esben-Petersen 1910. 
Nemoura arctica ingår i släktet Nemoura och familjen kryssbäcksländor. Enligt den svenska rödlistan är arten nära hotad i Sverige. Arten förekommer i Nedre Norrland och Övre Norrland. Artens livsmiljö är sjöar och vattendrag, våtmarker.

## Underarter
Arten delas in i följande underarter:
- N. a. mongolica
- N. a. arctica